# Dimtenga
Dimtenga est une commune située dans le département de Ouargaye de la province de Koulpélogo dans la région du Centre-Est au Burkina Faso.